# Italo Svevo
Italo Svevo, pseudonym för Ettore Schmitz, född 19 december 1861, död 13 september 1928, var en italiensk författare och anses vara en av det tidiga 1900-talets främsta italienska romanförfattare. 
Svevo levde en stor del av sitt liv i Trieste. Han hade länge problem med att bli accepterad som författare, varför han länge bland annat livnärde sig som banktjänsteman. Det var först i mitten av 1920-talet som han blev erkänd som författare, bland annat tack vare ansträngningar av Eugenio Montale och James Joyce.
Svevo var delvis förebild och gav vissa drag till Leopold Bloom, huvudpersonen i James Joyces roman Odysseus
Hans släkting (enligt Lars-Olof Franzén dotterdotter) är författaren Susanna Tamaro.